# Octomore
Octomore war eine Whiskybrennerei in Port Charlotte, Islay, Argyll and Bute, Schottland. Der erzeugte Brand war somit der Whiskyregion Islay zuzuordnen.

## Geschichte
Die Brennerei wurde 1816 von George Montgomery in dem Hafenort Port Charlotte auf Islay nahe der Küste von Loch Indaal gegründet. Im Jahre 1852 übernahm Thomas Pattison das Unternehmen und schloss die Brennerei noch im selben Jahr. Da der Betrieb bereits vor Alfred Barnards bedeutender Whiskyreise geschlossen wurde, ist über seine Geschichte wenig überliefert. 2008 äußerte die Brennerei Bruichladdich Pläne zu einer Wiedereröffnung von Octomore. Insbesondere im Anbetracht der Wiedereröffnung der Port-Charlotte-Brennerei durch Bruichladdich erscheint dies jedoch unwahrscheinlich.
Bruichladdich vermarktet seit einigen Jahren einen Malt Whisky namens Octomore. Bei dem Octomore Masterclas 8.3 handelt es sich mit einem Phenolgehalt von 309 ppm um den rauchigsten Whisky der Welt, gefolgt vom Octomore 15.3 mit 307,2 ppm.